# 4812-es mellékút (Magyarország)
A 4812-es mellékút egy bő 23 kilométeres hosszúságú, négy számjegyű mellékút Hajdú-Bihar vármegye területén: Berettyóújfalutól vezet Pocsajig.

## Nyomvonala
Berettyóújfalu központjában ágazik ki a 42-es főútból, annak a 37+850-es kilométerszelvénye táján, északkelet felé. Péterszegi utca néven indul, rövid időn belül keletebbi irányba fordul, és kevesebb, mint 800 méter után kilép a belterületről. Nem sokkal a negyedik kilométere után – felüljárón, csomópont nélkül – keresztezi az M4-es autóút nyomvonalát, és a 4+550-es kilométerszelvénye közelében átlép a következő település, Szentpéterszeg határai közé. E községet 6,4 kilométer után éri el, a belterület nyugati részén, a helyi születésű képzőművész-tanár, Fekete Borbála nevét viseli, majd a központot elhagyva északnak fordul és Kossuth utca lesz a neve. 7,8 kilométer után hagyja el a falu utolsó házait, ott már ismét keletebbi irányban húzódik.
8,4 kilométer után szeli át Gáborján határát, a belterület nyugati szélét pedig 10,3 kilométer után éri el, ahol rögtön egy elágazáshoz is ér: délkeleti irányban a 4815-ös út ágazik ki belőle Váncsod-Mezőpeterd felé, a 4812-es pedig újra északkeletnek fordul és a lakott terület északi szélén húzódik tovább; települési neve, úgy tűnik, nincs is. Még a 11. kilométere előtt újból külterületek közé ér, 11,6 kilométer után pedig már Hencida határai között halad. E községbe a 13. kilométere után érkezik meg, előbb Alkotmány utca lesz a neve, majd egy elágazás után – ahol a Nagykerekibe vezető 4813-as út válik ki belőle dél felé – az Akácos utca nevet veszi fel, a belterület keleti részén pedig a Csokonai utca nevet viseli.  14,4 kilométer után hagyja el Hencida utolsó házait.
Nagyjából 16,3 kilométer megtételét követően éri el a következő település, Esztár határát, a községet pedig kevéssel a huszadik kilométere előtt éri el, a Bocskai utca nevet felvéve. A központot elhagyva Rákóczi utcára változik a neve, így halad egészen a belterület keleti széléig, amit 22,9 kilométer után ér el. Ugyanott keresztezi a Debrecen–Sáránd–Nagykereki-vasútvonal vágányait, majd – már pocsaji területen – kiágazik belőle észak felé az innen nem messze található Pocsaj-Esztár vasútállomást kiszolgáló 48 313-as számú mellékút. Pocsaj házai között Vasút utca a neve, így ér véget nem sokkal később, e település központja közelében, beletorkollva a 4808-as útba, annak a 26+800-as kilométerszelvénye közelében.
Teljes hossza, az országos közutak térképes nyilvántartását szolgáló kira.kozut.hu adatbázisa szerint 23,240 kilométer.

## Története
A Kartográfiai Vállalat 1990-ben megjelentetett Magyarország autóatlasza a teljes szakaszát kiépített, portalanított útként tünteti fel.

## Települések az út mentén
- Berettyóújfalu
- Szentpéterszeg
- Gáborján
- Hencida
- Esztár
- Pocsaj